# Alexandre Jevakhoff
Alexandre Jevakhoff, né le 21 août 1952 à Paris 19e, est un historien et haut fonctionnaire français.

## Biographie
Alexandre Jevakhoff est issu de la diaspora des Russes blancs fuyant l'avancée des bolcheviks lors de la guerre civile russe. Ses deux grands-pères étaient officiers de la flotte impériale. Ils quittent la Crimée en novembre 1920, avec le général  Wrangel par le port de Sébastopol pour immigrer en France.
Titulaire d’un diplôme d’études comptables supérieures, ancien élève de Sciences Po Paris, d'HEC et de l'ENA (Promotion Droits de l'Homme, 1979-1981), Alexandre Jevakhoff appartient au corps des inspecteurs des finances depuis 1981, inspecteur général depuis 2001.
Chargé de mission à la direction des relations économiques extérieures puis chef du bureau de la promotion des exportations du ministère des Finances (1985-1987), conseiller économique et financier au secrétariat général du Comité interministériel pour les questions de coopération économiques européennes (1987-1988), il devient directeur adjoint du cabinet de Maurice Faure au ministère de l’Équipement et du Logement (1988-1989).
De 1990 à 1992, il est directeur à la direction générale de TF1 puis secrétaire général de TF1 Entreprises.
Il rejoint le ministère de l'Intérieur en qualité de directeur de la programmation, des affaires financières et immobilières au ministère de l’Intérieur (1993-1999). À ce titre, il est également nommé, en juillet 1993, commissaire du gouvernement au conseil d'administration de la SOFREMI (Société française d'exportation de matériels du ministère de l'Intérieur).
De 1999 à 2001, il est directeur général du groupe Aura-Engeu (de Vendôme Rome, groupe de gestion immobilière),.
En 2002, Alexandre Jevakhoff devient conseiller pour les affaires économiques, puis directeur adjoint du cabinet de Michèle Alliot-Marie au ministère de la Défense,, de l'Intérieur, de la Justice et des Affaires étrangères.
Entre juillet et octobre 2013, il est directeur général du Groupe des industries métallurgiques de la région parisienne (GIM), principale chambre syndicale territoriale de l’Union des industries et métiers de la métallurgie (UIMM).
Après son départ du GIM, il est revenu à l'Inspection générale des finances. En 2014, il remet au gouvernement un rapport sur la distribution de la presse.
Il est chevalier de l'ordre national du Mérite depuis 1995 et officier de la Légion d'honneur depuis 2012.
Président du Comité France-Turquie de 2000 à 2002, il est également président de l’Association des anciens officiers de la marine impériale russe en France,, et membre de l'Union de la noblesse russe.
Depuis juin 2013, Alexandre Jevakhoff est marguillier de la cathédrale Saint-Alexandre-Nevsky de Paris.
Alexandre Jevakhoff a rédigé plusieurs ouvrages historiques consacrés notamment à Mustafa Kemal Atatürk et à la guerre civile russe.

## Distinctions
- Chevalier de l'ordre national du Mérite
- Officier de la Légion d'honneur (2012)

## Publications

### Ouvrages
- Kemal Atatürk : les chemins de l'Occident, Tallandier, 1989  (ISBN 978-2-235-01814-2), 2004  (ISBN 978-2-235-02245-3), Tallandier, coll. « Texto », 2016 
  - traduit en polonais : Kemal Atatürk. Droga do wolności, Wydawnictwo Akademickie Dialog, 2004  (ISBN 83-88938-80-0)
  - traduit en turc : Kemal Atatürk. Batı'nın Yolu, İnkılâp Kitabevi[19], 1998  (ISBN 975-10-1399-2)
  - traduit en grec : Κεμάλ Ατατούρκ. Ο δρόμος προς τη Δύση, Travlos (Τραυλός), 2002  (ISBN 978-960-7990-69-3)
- Stéphane Yerasimos, Alexandre Jevakhoff et al., Istanbul, 1914-1923 : Capitale d'un monde illusoire ou l'agonie des vieux empires, Autrement, 2003  (ISBN 978-2-86260-367-4)
- Les Russes blancs, Tallandier, 2007, rééd. 2011, 2013  (ISBN 2-84734-207-9)
- Le Roman des russes à Paris, Éditions du Rocher, 2014, 306p.  (ISBN 978-2268076232)
- François Boulet (dir.), Les Traités de Paix 1919 - 1920 et l'Europe au XXe siècle[20], chapitre intitulé Le Traité de Sèvres (10 août 1920), Les Presses franciliennes, 2007  (ISBN 978-2-9527214-1-7)
- La guerre civile russe : 1917-1922, Perrin, janvier 2017, 688 p. (présentation en ligne)[21]
- Jean-Christophe Buisson, Jean Sévillia, (dir), Le dernier Carré, Combattants de l'honneur et soldats perdus, de l'Antiquité à nos jours, chapitre intitulé « De la Crimée à la Tunisie 1920-1924. L'agonie des armées Blanches », Perrin, 2021, 416 p.  (ISBN 978-2262096601)
- De Gaulle et la Russie, Perrin, 2022, 450 p.  (ISBN 978-2-262-07517-0)

### Articles (accessibles en ligne)
- « Le kémalisme, cinquante ans après », CEMOTI (association française pour l'étude de la Méditerranée orientale et du monde turco-iranien), no 8, juin 1989 (disponible en ligne)
- « À Constantinople, Byron admire... Byron », Historia, juillet 2001, no 655 (disponible en ligne)
- « Kemal Atatürk, champion de la laïcité », Historia, octobre 2003, no 682 (disponible en ligne)